# Chapelle Sainte-Anne de Martimpré
Pour les articles homonymes, voir Martimprey.
La chapelle Sainte-Anne de Martimpré est située à Gerbépal, au col de Martimpré, dans le département des Vosges. Construite en 1606, elle est inscrite sur l'inventaire supplémentaire des monuments historiques depuis 1990. Son pèlerinage a lieu le dernier dimanche de juillet.

## Historique

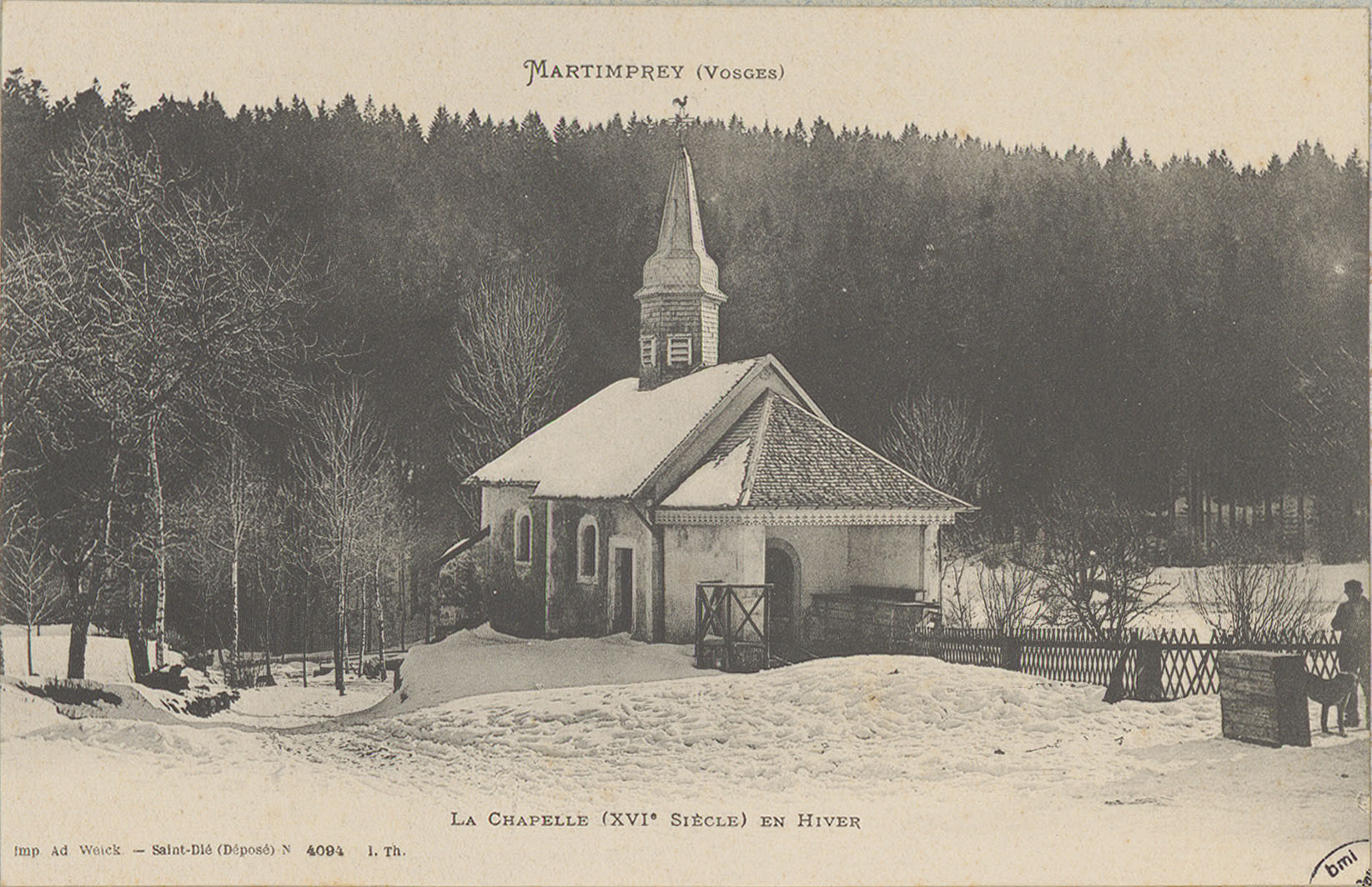
La chapelle en hiver
(carte postale, Adolphe Weick).

Nicolas-Henri de Martimprey, seigneur du lieu, fit construire une chapelle en l'honneur de sainte Anne. La bénédiction fut donnée le 28 février 1609, par Mgr Porcelet. La famille de Martimprey continua de s'occuper de cette chapelle. L'un de ses descendants, Jean de Martimprey, fut curé de Lapoutroie en 1674. À sa mort en 1723, il légua les revenus de son patrimoine, à l'embellissement de cette chapelle ; mais dès 1671, toujours grâce à lui, la chapelle Sainte-Anne possédait déjà sa cloche, qui pourrait être, selon les inscriptions portées dessus, celle qui est toujours en place de nos jours.

## Description
La chapelle semble avoir été construite sur plusieurs années. La partie la plus ancienne est constituée par le chœur de 3,50 m de profondeur, lequel est voûté. Un arc en plein cintre et une grille de communion séparent le chœur de la nef qui est moins large, de forme carrée et éclairée par deux fenêtres en plein cintre, alors que trois apportent la lumière dans le chœur.
Le porche encore moins large que le chœur et la nef, est séparé de cette dernière par un arc en plein cintre et une porte avec une ouverture grillagée, qui permet d'apercevoir l'intérieur. 
Dans le fond de la chapelle, l'autel est surmonté d'un retable. Quatre colonnes torsadées encadrent une peinture représentant sainte Anne et un grand crucifix ; au-dessus on aperçoit une niche avec une statuette.